# مات دياز
مات دياز (بالإنجليزية: Matt Diaz)‏ هو لاعب كرة قاعدة أمريكي، ولد في 3 مارس 1978 في بورتلاند في الولايات المتحدة.

## وصلات خارجية
- مات دياز على موقع دوري كرة القاعدة الرئيسي (الإنجليزية)
- مات دياز على موقعبيزبول رفرنس.كوم (الدوري الرئيسي) (الإنجليزية)
- مات دياز على موقعبيزبول رفرنس.كوم (الدوري الثانوي) (الإنجليزية)
- مات دياز على موقع إي إس بي إن.كوم (أم.أل.بي) (الإنجليزية)
- مات دياز على موقع مشجعي الرسوم البيانية (الإنجليزية)